# Lancia Phedra
Lancia Phedra är en MPV-modell, som kommit till genom det så kallade Eurovansamarbetet. Den presenterades år 2002 och ersatte då Zetamodellen. Produktionen upphörde i 2010.

## Motoralternativ
| Modell  | År      | Motor          | Cylindervolym | Effekt | Bränslesystem      |
| ------- | ------- | -------------- | ------------- | ------ | ------------------ |
| 2.0     | 2002-05 | rak 4 DOHC 16v | 1997 cm³      | 136 hk | Bränsleinsprutning |
| 3.0     | 2002-05 | V6 DOHC 24v    | 2946 cm³      | 204 hk | Bränsleinsprutning |
| 2.0 JTD | 2002-05 | rak 4 DOHC 16v | 1997 cm³      | 107 hk | Turbodiesel        |
| 2.0 JTD | 2006-10 | rak 4 DOHC 16v | 1997 cm³      | 120 hk | Turbodiesel        |
| 2.0 JTD | 2006-10 | rak 4 DOHC 16v | 1997 cm³      | 136 hk | Turbodiesel        |
| 2.2 JTD | 2002-05 | rak 4 DOHC 16v | 2179 cm³      | 128 hk | Turbodiesel        |
| 2.2 JTD | 2006-10 | rak 4 DOHC 16v | 2179 cm³      | 163 hk | Turbodiesel        |
| 2.2 JTD | 2006-10 | rak 4 DOHC 16v | 2179 cm³      | 170 hk | Turbodiesel        |